# Manuel III av Kongo
Manuel III av Kongo, död 1927, var kung av Kongo mellan 1911 och 1914. Han var den sista egentliga monarken av Kongoriket. Portugiserna avsatte honom, avskaffade Kongoriket och inkorporerade det i Portugisiska Angola. 